# Ultralahko letalo
ULN Ultralahko letalo, včasih tudi mikrolahko letalo ali lahko športno letalo je letalo, ki je omejeno z relativno nizko maksimalno vzletno težo tipično do 600 kg, njihova proizvodnja ni podrejena strogemu nadzoru uporabljajo se ne certificirani deli in komponente. Normalna športna motorna letala ne ultralahka so omejena z težo 5700 kg. Izdelana o iz ultra lahkih materialov, npr. aluminija ali kompozitov, kot so karbonska vlakna in fiberglas. Večinoma imajo do dva sedeža. Kategorije ultralahkih letal se v različnih državah razlikujejo. V Ameriki nekatera UL letala spadajo v kategorijo LSA (Light Sport Aircraft). UL letala so največkrat omejena po teži, včasih pa tudi po hitrosti letenja, hitrosti izgube vzgona in po količini goriva. Po navadi ne smejo leteti ponoči, v pogojih slabe vidljivosti ali pa pogojih instrumentalnega letenja. V različnih državah se razlikujejo tudi licence, ki so potrebne za letenje. V nekaterih državah (ZDA) za pilotiranje najpreprostejših enosedežnih ultralahkih letal licenca ni potrebna, je pa šolanje zelo priporočljivo. Pri letenju je treba upoštevati pravila zračnih prostorov.

## Licenciranje in omejitve
Ultralight kategorije se v različnih državah razlikuejo. Večina držav pozna posebno licenco za ultralahka letala. S to licenco lahko pilot rekreativno leti v svoji državi in nanjo ne more dodati dodatnih licenc ali ratingov. Seveda lahko ultralahka letala pilotirajo tudi piloti z licenco PPL ali višjo.

### ZDA

#### LSA
V Ameriki nekatera UL letala spadajo v kategorijo LSA (Light Sport Aircraft). LSA letala so omejena glede na težo, hitrost letenja in hitrost izgube vzgona. Ne smejo leteti ponoči, v pogojih slabe vidljivosti ali pa pogojih instrumentalnega letenja (letijo lahko v pogojih vizualnega letenja - VFR). LSA letala ne smejo biti kompleksna (npr. imeti propelerja z nastavljivim korakom, uvlačljivega podvozja ...). LSA letala lahko v ZDA pilotirajo piloti z licenco športnega pilota (Sport Pilot's Licence).

#### UL
Enosedežna letala, lažja od 115 kg, ki so omejena tudi po količini goriva in največji hitrosti in hitrosti izgube vzgona, lahko v ZDA podnevi pilotirajo piloti brez licence, se pa priporoča šolanje.

### Slovenija
V Sloveniji lahko ultralahka letala pilotira pilot z nacionalno licenco ULN, ki jo izda CAA. V kategorijo ultralahkih letal od leta 2020 spadajo letala z največjo vzletno maso 600 kg, če so opremljena z reševalnim padalom. Pred tem je bila omejitev 472,5 kg za letala, opremljena z reševalnim padalom in 450 kg za letala brez reševalnega padala. Ultralahka letala so v vseh državah, ki poznajo to kategorijo, omejena na 2 sedeža. Pilot s slovensko ULN licenco je omejen na pilotiranje v Sloveniji registriranih letal pod VFR pogoji v nekontroliranem zračnem prostoru, razen če je dodatno usposobljen, saj je ULN nacionalna licenca, namenjena rekreativnemu letenju.

## Proizvajalci
V Sloveniji ultralahka letala proizvaja svetovno znani proizvajalec Pipistrel, v manjšem obsegu pa letalo Flamingo proizvaja TAF3. Še en slovenski proizvajalec je GoGetAir.
Najbolj znani proizvajalci ultralahkih letal po svetu pa so:
- Tecnam
- StorchCZAW
- TL-Ultralight
- Fly Synthesis
- Flight Design
- Bristell
- Shark.AeroSportCruiser
- Vashon Aircraft